# انس (اتریش)
شهر انس (به آلمانی: Enns (city)) در استان  اوبراسترایش با جمعیت  ۱۱٬۱۳۹  نفر در کشور اتریش واقع شده‌است.